# Аманат (Байтерекский район)
Аманат (каз. Аманат, до 2022 — Хамино) — село в Байтерекском районе Западно-Казахстанской области Казахстана. Входит в состав Курмангазинского сельского округа. Код КАТО — 274467200.

## Население
В 1999 году население села составляло 268 человек (136 мужчин и 132 женщины). По данным переписи 2009 года, в селе проживало 214 человек (115 мужчин и 99 женщин).